# جنگ داخلی

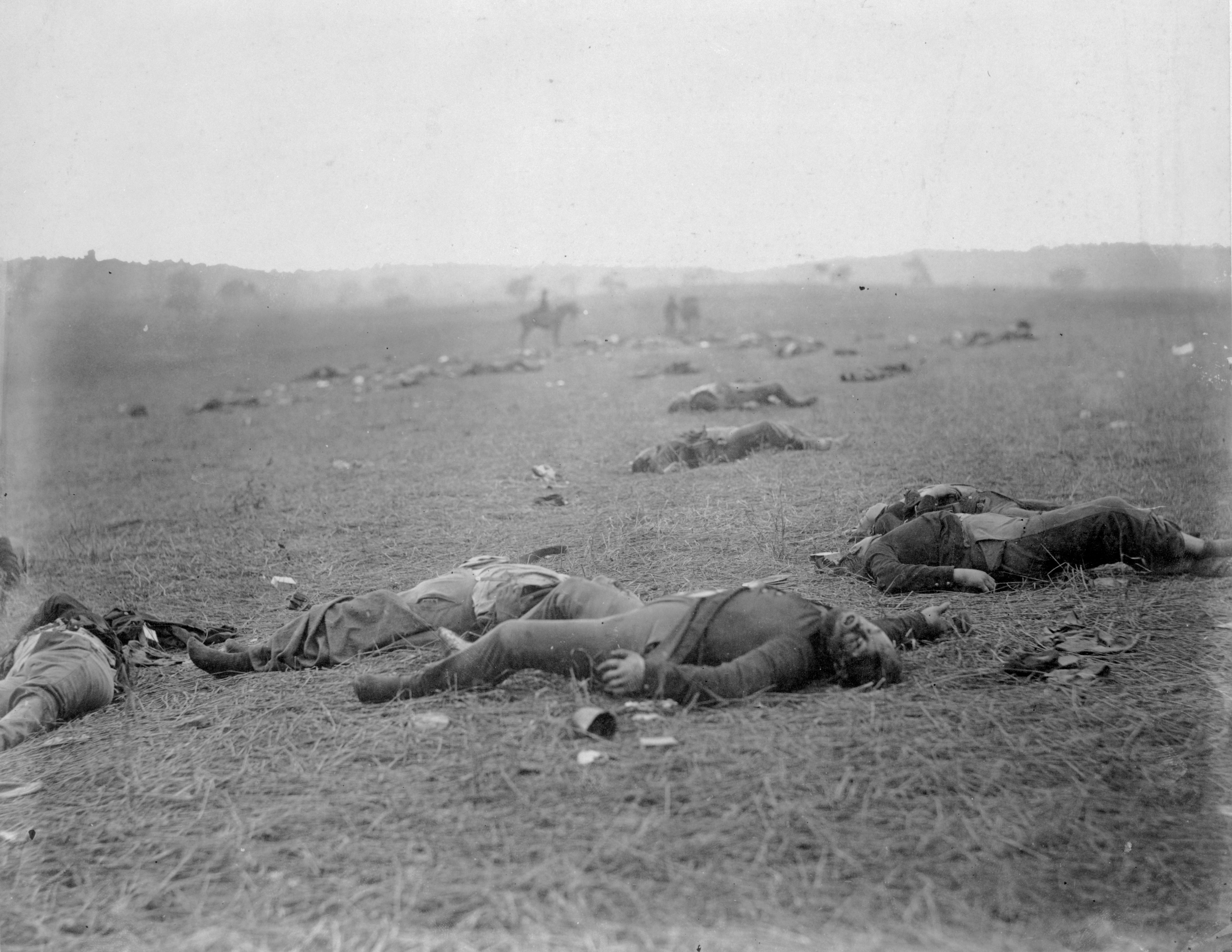
نگاره‌ای گرفته‌شده پس از پایان نبرد گتیسبرگ که از یکم تا سوم ژوئیه ۱۸۶۳ در اطراف شهر گتیزبرگ، پنسیلوانیا میان نیروهای ارتش اتحادیه و نیروهای ارتش ایالات مؤتلفه درگرفت. این نبرد، خونین‌ترین نبرد جنگ داخلی آمریکا به‌شمار می‌آید.

جنگ داخلی یا خانه‌جنگی یا جنگ شهروندی هرگونه درگیری مسلحانه عُمده در داخل کشوری واحد است که هدف از آن کسب غنیمت یا هدفی سیاسی از جمله به دست آوردن حاکمیت باشد. به عبارت دیگر جنگ داخلی به مبارزه میان جناح‌های سیاسی یا مناطق مختلف در داخل مرزهای یک کشور یا جنگ بین گروه‌های مختلف مردم در داخل یک کشور یا جنگ بین شهروندان یک کشور یا نظامیان و شبه‌نظامیان مسلح یک کشور گفته می‌شود. در سال‌های اخیر با نقش آفرینی و دخالت نیروهای خارجی و تأمین هزینه از سوی کشورهای دیگر در درگیری‌های درونی یک کشور، دادن عبارت «جنگ داخلی» به این درگیری‌ها کار مشکلی است. میانگین طول این جنگ‌ها هفت سال است.
اغلب مورخان می‌پندارند که جنگ‌های داخلی از نوع جنگ‌های درجه دوم به‌حساب می‌آید. این قبیل جنگ‌ها برخلاف سایر جنگ‌ها موجب پراکندگی و تخریب روحیه و وحدت ملی و مذهبی افراد جامعه می‌گردد؛ بنابراین می‌توان اظهار نمود که فقدان وفاق فرهنگی و نظام اجتماعی منشأ جنگ‌های داخلی است. با آغاز جنگ‌های داخلی، خانواده‌ها، جامعه‌ها و یک پارچگی کشورها از هم می‌پاشد؛ زیرا هنگامی که جنگ داخلی اتفاق می‌افتد، هیچ‌کس از آثار جنگ بی نصیب نمی‌ماند، اسیران به قتل می‌رسند خانه‌ها ویران می‌شوند و افراد غیرنظامی آسیب می‌بینند.

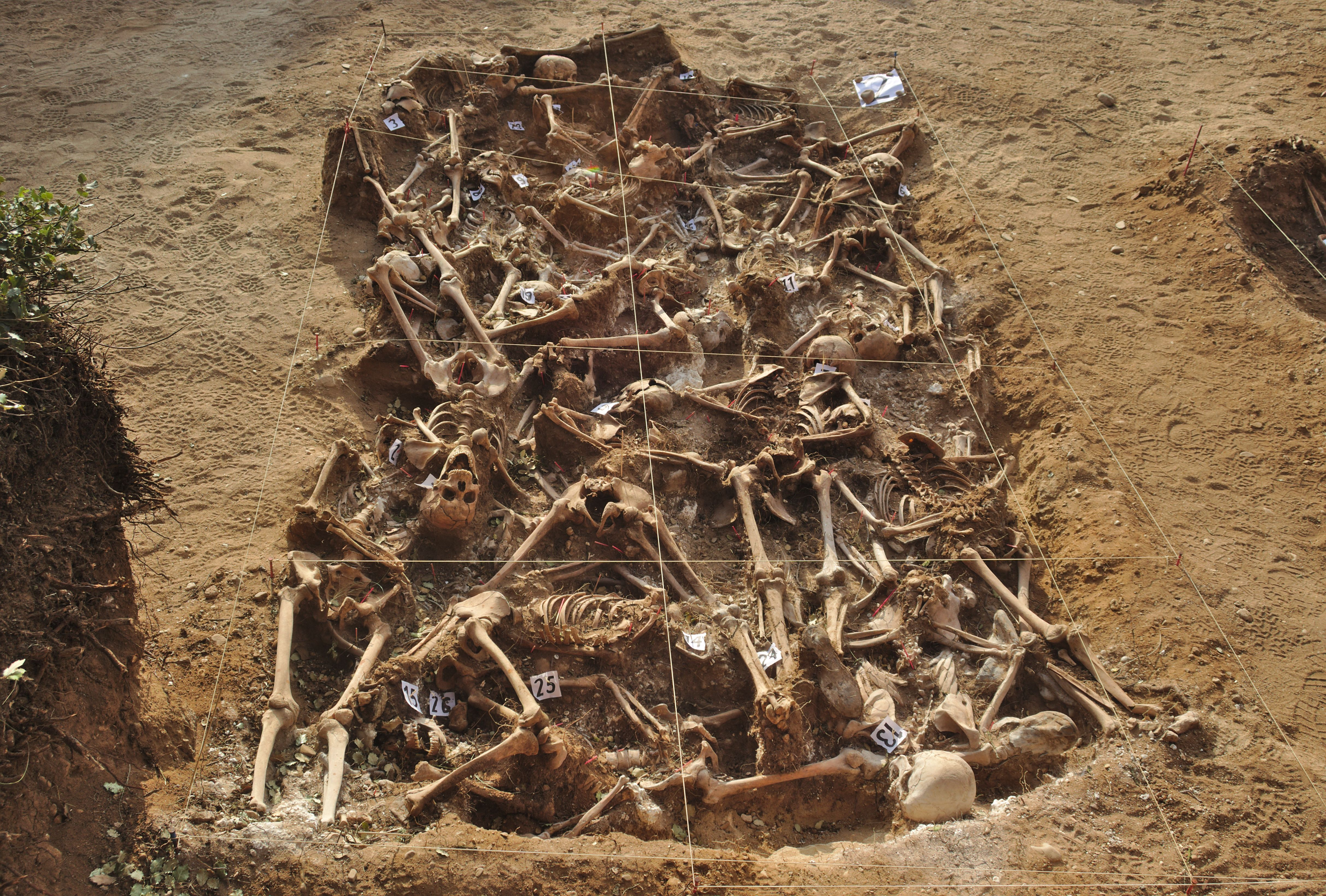
نگاره‌ای از یک گور دسته‌جمعی متعلق به ایام جنگ داخلی اسپانیا. در این گور که در سال ۲۰۱۴ میلادی در استپار، استان بورگُس کشف شد، اجساد ۲۶ نفر از جمهوری‌خواهان که توسط ملی‌گرایان کشته‌شده بودند، قرار داشت. هیچ آمار رسمی در مورد تعداد کشته‌شدگان این دوران در اسپانیا وجود ندارد.

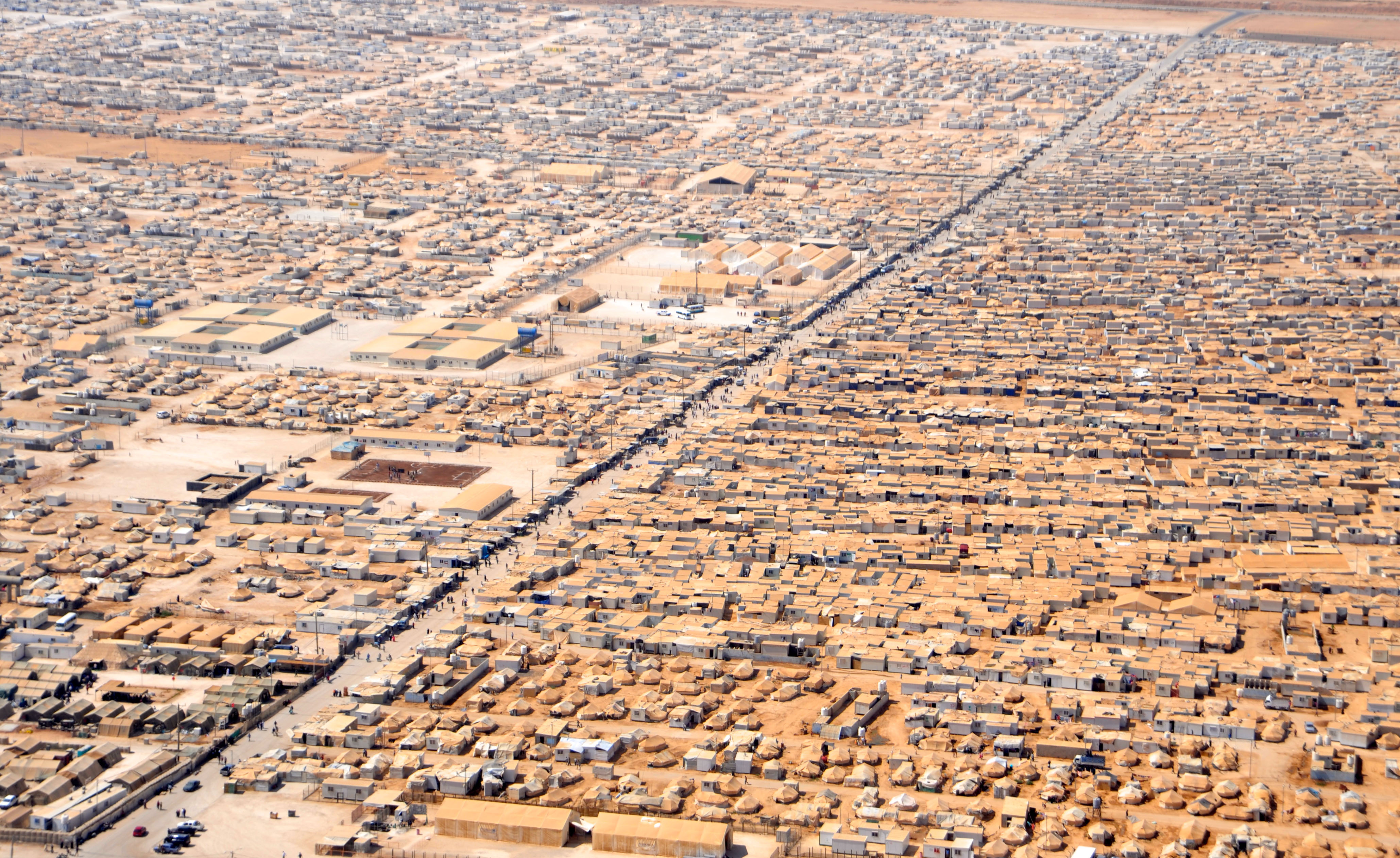
نگاره‌ای هوایی از یک کمپ پناهندگان سوری در بیابان‌های اردن. از آغاز جنگ داخلی سوریه، بیش از ۳ میلیون نفر از سوری‌ها به کشورهای دیگر فرار کرده و ۷٫۶ میلیون نفر از مردم آن کشور نیز در داخل سوریه آواره شده‌اند.